# Сеченова, Мария Александровна
Мария Александровна Сеченова (урожд. Обручева, по первому мужу Бокова; 1839—1929) — одна из первых русских женщин-врачей; доктор медицины; специализировалась как окулист-хирург.

## Биография
Родилась в 1839 году в помещичьей семье Тверской губернии. Её брат — Владимир Александрович Обручев; родной племянник — Владимир Афанасьевич Обручев. В целях эмансипации, чтобы быть независимой от воли родителей и иметь возможность получить высшее медицинское образование, вступила в «фиктивный брак» с поступившим (по рекомендации Н. Г. Чернышевского) в дом её родителей домашним учителем студентом-медиком П. И. Боковым (позднее популярный московский врач).
В 1861—1864 годах училась в Санкт-Петербурге: была одной из первых слушательниц И. М. Сеченова и работала у него в лаборатории в медико-хирургической академии; в академии также слушала лекции по анатомии В. Л. Грубера. В середине 1860-х гг. стала женой И. М. Сеченова. В связи с запретом для женщин обучения в академии была вынуждена уехать в Европу: училась в Вене, Гейдельберге, специализировалась на глазных болезнях в Лондоне; в 1868—1871 годах продолжала образование в Цюрихском университете, где и защитила докторскую диссертацию «К учению о кератите» («Zur Lehre von der Hypopyon-Kera-titis», 1871).
Во время франко-прусской войны (1870—1871) она добровольно работала сестрой милосердия во французском госпитале Вердена.
После возвращения в Россию, в декабре 1871 года сдала экзамен на право врачебной практики и в 1872 году стала работать в клинике глазных болезней в Киеве. Позже, не имея возможности работать по специальности, занималась литературной деятельностью и естествознанием: переводила Ч. Дарвина, сделала перевод «Жизни животных» Брэма.
Вместе с Боковым и Сеченовым близка была к Н. Г. Чернышевскому, который в основу своего романа «Что делать?» положил действительные отношения между ними тремя (Вера Павловна, Лопухов, Кирсанов).
Умерла в 1929 году.